# 앵글로가톨릭주의
앵글로가톨릭주의(Anglo-Catholicism)는 다양한 성공회 교회의 가톨릭 유산과 정체성을 강조하는 신앙과 관습으로 구성된다.
이 용어는 19세기 초에 만들어졌지만 성공회의 가톨릭적 성격을 강조하는 운동은 이미 존재했다. 앵글로가톨릭주의의 역사에 특히 영향을 미친 것은 17세기의 캐롤라인 신파, 17세기와 18세기의 자코바이트 논쥬링(Jacobitite Nonjuring) 분열, 1833년 옥스퍼드 대학교에서 시작되어 성공회 시대를 연 옥스퍼드 운동이었다. 이는 "가톨릭 부흥"으로 알려진 역사에 속한다.